# Cajal-retziuscel

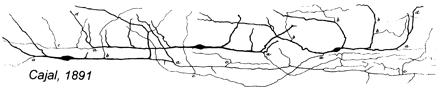
Een schets van een cajal-retziuscel, gemaakt door Cajal in 1891.

De cajal-retziuscel is een bepaald type zenuwcel dat zich hoofdzakelijk in de marginale zone van de cortex cerebri van alle amniota bevindt. Deze zenuwcel werd voor het eerst beschreven door Santiago Ramón y Cajal en Gustaf Retzius. Cajal-retziuscellen bezitten zeer lange horizontale axonen die synaptisch contact maken met de dendrieten van de neocorticale piramidecellen. 
De exacte oorsprong van cajal-retziuscellen is nog onbekend. Als primaire bron is wel de caudomediale zijde van vesikels in de grote hersenen genoemd.
Cajal-retziuscellen zijn verantwoordelijk voor de synthese van het glycoproteïne reeline. Bij zoogdieren is de productie door de cajal-retziuscellen van dit eiwit veel sterker dan bij andere amniota, wat er gezien de sterk ontwikkelde hersenschors bij zoogdieren op wijst dat reeline een zeer belangrijke bijdrage levert aan het in banen sturen van de migratie van de corticale neuronen.